# Jan Haubert
Jan Haubert (zvaný Honny Lemy Ušaté Torpédo (Trojpéro) či VZ1) (* 9. února 1960 Janovice) je český básník, spisovatel, textař a zpěvák kapely Visací zámek.
Narodil v roce 1960 v Janovicích, části obce Rýmařov v Moravskoslezském kraji a vystudoval stavební fakultu ČVUT v Praze.

## Hudební tvorba
V roce 1982 založil spolu s Michalem Pixou, Vladimírem Šťástkou, Ivanem Rutem a Jiřím Pátkem punkovou kapelu Visací zámek, která hraje v nezměněné sestavě dodnes. Jan Haubert je autorem většiny textů kapely.
V roce 2011 vyšla u nakladatelství Julius Zirkus
deska mluveného slova s názvem MASAKR & HAŠIŠ.

## Literární tvorba
V roce 2005 vydal u nakladatelství Julius Zirkus knihu Básně, aneb, Visací zámek podle Jana, která obsahuje texty písní kapely Visací zámek a úvodní proslov o vzniku kapely. Roku 2007 vyšla také u nakladatelství Julius Zirkus druhá Haubertova kniha Hluboká orba, aneb, 20 let Visacího zámku, která mapuje historii kapely u příležitosti 25. výročí její existence. Kniha obsahuje úryvky z deníku, který si Haubert psal v roce 2002. Deník zachycuje koncertování kapely, dění při povodních v roce 2002 či postřehy ze zápasů pražských Bohemians. Kniha byla nominována na literární cenu Josefa Škvoreckého. V roce 2009 vydal sbírku povídek pod názvem Všelijaké povídky. Kniha obsahuje patnáct povídek a je vydaná opět u Julius Zirkus. V roce 2011 vyšla audiokniha Masakr & Hašiš u nakladatelství Julius Zirkus. V roce 2021 vyšla sbírka básní Nouzový stav.